# Український історик
«Український історик» — єдиний український історичний журнал, що видавався поза межами України у 1963—1991. У 1963—1964 роках виходив як бюлетень Історичної Комісії «Зарево». З 1965 року став квартальником Українського історичного товариства. Вийшло 68 чисел. Фундатор і головний редактор Любомир Винар. Крім праць з історії України, журнал містить матеріали з допоміжних дисциплін й архівні публікації (українська еміграція, генеалогія, історіографія, Грушевськіяна, критика, спогади), рецензії, бібліографію, хроніку. Співробітники: Марко Антонович, О. Баран, Ю. Бойко, Б. Винар, О. Домбровський, М. Ждан, P. Климкевич, Олександр Оглоблин, Ярослав Пастернак, Наталія Полонська-Василенко, Микола Чубатий та ін. Окремі випуски присвячені Український Національній Революції 1917—18, Михайлові Грушевському, Олександрові Оглоблину.